# Nicholas Bett
Nicholas Bett, född 27 januari 1990 i Uasin Gishu i Kenya, död 8 augusti 2018 i Nandi i Kenya, var en kenyansk friidrottare. Bett tog VM-guld 2015 på distansen 400 meter häck. Han tog även dubbla brons på de afrikanska mästerskapen.
Bett omkom i en bilolycka, 28 år gammal, när han var på väg tillbaka från de afrikanska mästerskapen i Nigeria.